# Song of Distance
Song of Distance é o segundo álbum de originais do cantor português Mazgani. Foi editado em duas versões, CD-Digipack limitado (que inclui como bónus cinco novas misturas dos temas do EP "Tell the People") e em versão LP.

## Faixas
1. "Song of Distance"
2. "Moonless Garden"
3. "Beggar's Hands"
4. "Nomad"
5. "Slaughterhouse of Love"
6. "Winter Is Over"
7. "Mercy"
8. "The River of Lions"
9. "Last Words"
10. "Thirst"
11. "Rebel Sword"
12. "Loving Guide"
13. "Broken Tree"
14. "Dust in the Sun"

Faixas #10 a #14 retiradas do EP "Tell the People" (2009), apenas na versão digipack.